# Miriquidica garovaglii
Miriquidica garovaglii är en lavart som först beskrevs av Schaer., och fick sitt nu gällande namn av Hertel & Rambold. Miriquidica garovaglii ingår i släktet Miriquidica och familjen Lecanoraceae.  Arten är reproducerande i Sverige. Inga underarter finns listade i Catalogue of Life.